# Pablo Alsina
Pablo Alsina y Rius (Barcelona, 16 de diciembre de 1830-Ibídem, 26 de enero de 1901) fue un político republicano y dirigente obrerista español. Su oficio era tejedor de velos. Se le considera el primer obrero que fue diputado, por la circunscripción de Barcelona en 1869, en la historia del parlamentarismo español. Para el segundo hubo que esperar cincuenta años: fue Pablo Iglesias Posse en 1910.

## Biografía
Asistió al Congreso Obrero de Barcelona de 1865 (convocado por el periódico El Obrero) y militaba en el Partido Democrático. Alsina era un trabajador de la industria textil y dirigente obrero que participó en la revolución de 1868. Una vez triunfó la revolución formó parte de la Diputación Provincial de Barcelona e ingresó en el Partido Republicano Democrático Federal. Fue candidato de este partido por Barcelona en las elecciones generales de España de 1869, y fue elegido con los votos del obrerismo, puesto que era uno de los jefes del Centro Federal de las Sociedades Obreras de Barcelona, y del federalismo, con lo que se convirtió en el primer diputado que pertenecía a la clase obrera.
En abril de 1869 fue portador de una solicitud, con 8000 firmas de obreros pidiendo la reintroducción de los jurados mixtos de obreros y patrones. El 27 de junio de 1869 intervino en las Cortes constituyentes manifestándose contra el librecambismo. Fue miembro de la Junta Superior Revolucionaria de Barcelona en el levantamiento republicano-federal de septiembre-octubre de 1869, pero fracasó y se exilió en Francia. Abogó por la colaboración entre los republicanos federalistas y el obrerismo socialista. Asistió al congreso del Centro Federal de los Tejedores a Mano de enero de 1871 en Barcelona, donde se impusieron las ideas de Mijaíl Bakunin. El mismo año fue elegido senador.
En 1873 fue candidato en las elecciones municipales al Ayuntamiento de Barcelona por los republicanos federales. Con la Restauración borbónica ingresó en el Partido Republicano Posibilista de Emilio Castelar y fue presidente del Comité Provincial de Barcelona. Desde entonces también estuvo activo en el ámbito de la masonería. Los últimos años de su vida fue conserje de un museo barcelonés.